# 浅野栄一
浅野 榮一（あさの えいいち、1929年1月20日 - 2020年7月17日）は、日本の経済学者。専門は、ケインズ経済学・近代経済学史。中央大学名誉教授。

## 来歴
東京都生まれ。東京商科大学(現在の一橋大学)を卒業。大学時代の指導教授は杉本栄一で、同じ杉本栄一門下には伊東光晴（京都大学名誉教授）、佐藤金三郎（横浜国立大学教授）がいる。
大学時代は中山伊知郎と杉本が交互に並行講義を行っており、ケインズ経済学と同時にマルクス経済学の研究を行っていたことは有名。1974年中央大学より経済学博士の学位を取得。
特別研究生時代には、日曜日朝から杉本の家で開かれるゼミに、同じく特別研究生の伊東や、ゼミOBの宮崎義一（京都大学名誉教授）、宮崎犀一（元東京女子大学教授）とともに出席し、杉本とともに宮川公男（一橋大学名誉教授）、玉井龍象（金沢大学名誉教授）、近藤鉄雄（大蔵官僚、元労働大臣）らの指導を行った。

## 学説
東京商科大学在学中からケインズ経済学を研究し、特にケインズ「一般理論」形成史の研究の第一人者である。指導教授であった杉本栄一および中央大学経済学部に所属していた川口弘の影響を受けて、アメリカケインジアン批判を展開し、ケインズの「一般理論」の核心を流動性選好利子率に求めるイギリスケインジアンの考え方に近い。
中央大学で経済原論を講義していたが、研究分野は多岐にわたり、前述したマルクスの他にもハロッド、スラッファなど多岐にわたる。指導教授の杉本栄一の影響を受けてマルクス経済学にも造詣が深い。ケインズ研究では特に「一般理論」形成史、「一般理論」に至る思考過程の研究が有名である。

## 職歴
- 1955年4月 國學院大學政経学部専任講師
- 1960年4月 中央大学商学部助教授
- 1965年4月 中央大学商学部教授
- 1999年3月 中央大学定年退官、同年名誉教授

## 著作(共著、辞書執筆等も含む)

### 単著
- 1963年12月 経済学 中央経済社
- 1970年5月 景気循環と経済成長 新評論[4]
- 1976年11月 ケインズ一般理論入門 有斐閣
- 1987年2月 ケインズ『一般理論』形成史 日本評論社
- 1988年10月 現代の経済学 中央経済社
- 1990年10月 ケインズ 清水書院
- 2005年6月 ケインズの経済思考革命 勁草書房

### 共著
- 1993年12月 ケインズ(伊東光晴等と共著) 講談社

その他多数

### 翻訳
- 2001年2月 ロバート・ステギルスキー著 ケインズ 岩波書店

その他多数

### 辞書項目
- 1976年12月 広辞苑(第2版補訂版)(第6版にも名前は記載) 岩波書店
- 1979年4月 経済学辞典 大月書店
- 1981年3月 岩波経済学小辞典 岩波書店

その他多数

## その他
マルクスの資本論を引用する際は、岡崎次郎訳ではなく、青木書店版、長谷部文雄訳を用いていた。(中央大学商学研究会、商学論纂第35巻 第5・6号 1994年3月を参照)